# مارتن كويفاس
مارتن كويفاس (بالإسبانية: Martín Cuevas)‏ مواليد 14 يناير 1992 في سالتو، أوروغواي، هو لاعب كرة مضرب أوروغوياني. أعلى تصنيف له في الفردي كان المركز الـ 247 في سنة 2014. أعلى تصنيف له في الزوجي كان المركز الـ 259 في سنة 2015.

## روابط خارجية
- مارتن كويفاس على موقع رابطة محترفي التنس (الإنجليزية)
- مارتن كويفاس على موقع الاتحاد الدولي لكرة المضرب (الإنجليزية)
- مارتن كويفاس على موقع كأس ديفيز (الإنجليزية)
- مارتن كويفاس على موقع خلاصة التنس.كوم (الإنجليزية)